# Масштаб расстояний
Масштаб расстояний — принятая в определённой физической теории характерная длина или расстояние, определённое с точностью до порядка величины. Важность концепции масштаба расстояний определяется тем, что нефундаментальные физические явления разных масштабов расстояний не могут влиять друг на друга. Раздельное рассмотрение различных масштабов расстояний позволяет получить для каждого масштаба расстояний самосогласованную физическую теорию, которая описывает только физические явления для данного масштаба расстояний. Редукционизм утверждает, что физические законы в масштабах малых расстояний могут быть использованы для получения эффективного описания в масштабах больших расстояний. Идея о том, что можно вывести описания законов физики в разных масштабах расстояний друг из друга, может быть количественно выражена с помощью ренормализационной группы.
В квантовой электродинамике масштаб расстояний рассматриваемого явления связан с его длиной волны де Бройля {\displaystyle \ell =\hbar /p} где {\displaystyle \hbar } — приведённая постоянная Планка и {\displaystyle p} — это исследуемый импульс. В релятивистской механике масштабы времени и расстояния связаны скоростью света. В релятивистской квантовой механике или релятивистской квантовой теории поля масштабы расстояний связаны с масштабами импульса, времени и энергии через постоянную Планка и скорость света. Часто в физике элементарных частиц естественные системы единиц используются там, где масштабы длины, времени, энергии и импульса описываются в одних и тех же единицах (обычно с единицами энергии, такими как ГэВ).
Масштаб расстояний обычно является инструментальным масштабом (или, по крайней мере, одним из масштабов) в анализе размерности. Например, в теории рассеяния наиболее распространённая величина для расчёта представляет собой эффективное сечение рассеяния, которая имеет размерность длины в квадрате и измеряется в барн. Поперечное сечение данного процесса обычно равно квадрату масштаба расстояний.

## Примеры
- Масштаб атомных расстояний составляет {\displaystyle \ell _{a}\sim 10^{-10}} метров[3] и определяется размером атома водорода ("т.е.", Боровским радиусом, который задаётся комптоновской длиной волны электрона умноженной на постоянную тонкой структуры: {\displaystyle \ell _{a}\sim 1/\alpha m_{e}}.
- Масштаб расстояний для сильного взаимодействия (примерно {\displaystyle \ell _{s}\sim 10^{-15}} метров или в естественных единицах 1000 МэВ или 1 ГэВ) и "размеры" сильно взаимодействующих частиц (таких как протон) примерно сопоставимы. Этот масштаб расстояний определяется потенциалом Юкавы. Времена жизни сильно взаимодействующих частиц, таких как ро-мезон, задаются по этой шкале длин, делённой на скорость света: {\displaystyle 10^{-23}} секунды. Массы сильно взаимодействующих частиц в несколько раз превышают соответствующий энергетический масштаб (от 500 МэВ до 3000 МэВ).
- Масштаб расстояний электрослабого взаимодействия меньше, примерно {\displaystyle \ell _{w}\sim 10^{-18}} метров и задаётся массой покоя электрослабых векторных бозонов, которая составляет примерно 100 ГэВ. Величина масштаба расстояний слабого взаимодействия была первоначально получена на основе оценки постоянной Ферми из экспериментальных данных по распадам нейтронов и мюонов.
- Планковская длина (масштаб Планка) ещё намного короче - примерно {\displaystyle \ell _{P}\sim 10^{-35}} метров ({\displaystyle 10^{19}}ГэВ{\displaystyle ^{-1}} в естественных единицах) и выводится из Ньютоновской гравитационной постоянной.
- Мезоскопический масштаб - это длина, на которой квантово-механическое поведение в жидкостях или твёрдом теле может быть описано макроскопическими концепциями.